# He Luming
He Luming (30 de octubre de 1981) es una deportista china que compitió en taekwondo. Ganó una medalla de plata en los Juegos Asiáticos de 1998, y dos medallas de oro en el Campeonato Asiático de Taekwondo en los años 1998 y 2000.

## Palmarés internacional
| Juegos Asiáticos    | Juegos Asiáticos             | Juegos Asiáticos | Juegos Asiáticos |
| Año                 | Lugar                        | Medalla          | Categoría        |
| ------------------- | ---------------------------- | ---------------- | ---------------- |
| 1998                | Bangkok (Tailandia)          | Medalla de plata | –70 kg           |
| Campeonato Asiático |                              |                  |                  |
| Año                 | Lugar                        | Medalla          | Categoría        |
| 1998                | Ciudad Ho Chi Minh (Vietnam) | Medalla de oro   | –70 kg           |
| 2000                | Hong Kong (China)            | Medalla de oro   | –67 kg           |